# Valdeberto di Luxeuil
Valdeberto, in francese Valbert, Walbert, Waldebertus, e popolarmente Vaubert o Gaubert (Francia, 595 circa – Abbazia di Luxeuil, 670), fu un eremita franco che divenne abate, vissuto nel VII secolo; è venerato come santo dalla Chiesa cattolica.
Discepolo di san Colombano, succedette a sant'Eustasio come abate di Luxeuil verso il 629, divenendo così il terzo abate di Luxeuil.

## Biografia
La vita di Valdeberto ci è parzialmente nota dalla sua biografia redatta dal monaco di Luxeuil Adso da Montier-en-Der nel X secolo.
Nato in una famiglia nobile nella regione della Brie verso il 595, era figlio di un signore franco appartenente al popolo dei Sigambri, duca di Ponthieu e visconte di Meaux.
Dopo aver seguito la carriera delle armi, decise di spogliarsi di tutti i suoi beni e si presentò verso il 620 ad Eustasio di Luxeuil, secondo abate di Luxeuil e successore del monaco irlandese san Colombano, fondatore dell'abbazia, annunciandogli che desiderava fuggire il mondo e porsi al servizio di Cristo.
Preferendo la vita solitaria quella comunitaria del monastero e con il consenso di Eustasio, egli si ritirò in una grotta nella foresta della valle del fiume Rôge, nelle vicinanze di una sorgente (ove oggi è sito il comune di de Saint-Valbert). Egli visse colà alcuni anni in meditazione e preghiera. Questo periodo fu tuttavia interrotto per compiere una missione in aiuto di Cagnoaldo e di sua sorella Santa Fara, per aiutarli a fondare l'abbazia di Faremoutiers.
Verso il 629, allorché egli rientrò nella grotta della foresta, i monaci di Luxeuil, che conoscevano le sue qualità morali ed intellettuali, andarono a cercarlo per chiedergli di prendere il posto di Sant'Eustasio, da poco deceduto, alla guida del monastero, cosa che egli fece per i quarant'anni a seguire.
Sotto la sua amministrazione, nel corso della quale egli aggiunse alla regola di San Colombano quella di San Benedetto, la comunità di Luxeuil si sviluppò e si diffuse: furono creati più di trenta monasteri ed alla sua morte la sola abbazia di Luxeuil contava circa 600 monaci.

## Culto
Le sue spoglie furono seppellite a cura di san Miguet, vescovo di Besançon nella cripta della chiesa di San Martino a Luxeuil. 
La sua Memoria liturgica fu fissata per il 2 maggio, suo dies natalis.
La sua tomba divenne un'importante meta di pellegrinaggio, avendo la fama di Valdeberto superata quella di san Colombano, suo predecessore. La presenza delle sue reliquie permise la preservazione della chiesa nel 731, allorché l'abbazia fu distrutta dai saraceni. Fu anche salvaguardata la conservazione del lectionarium gallicanum (o Lezionario di Luxeuil), un prezioso manoscritto del VII secolo.
Anche l'eremitaggio di san Valdeberto divenne luogo di pellegrinaggio molto popolare. Andato in rovina nel XX secolo, fu poi restaurato a cura dell'Associazione degli Amici di San Colombano e dal 1960 divenne nuovamente visitabile. Esso costituisce una delle rare vestigia di quell'epoca in Francia.

## L'eremitaggio di San Valdeberto

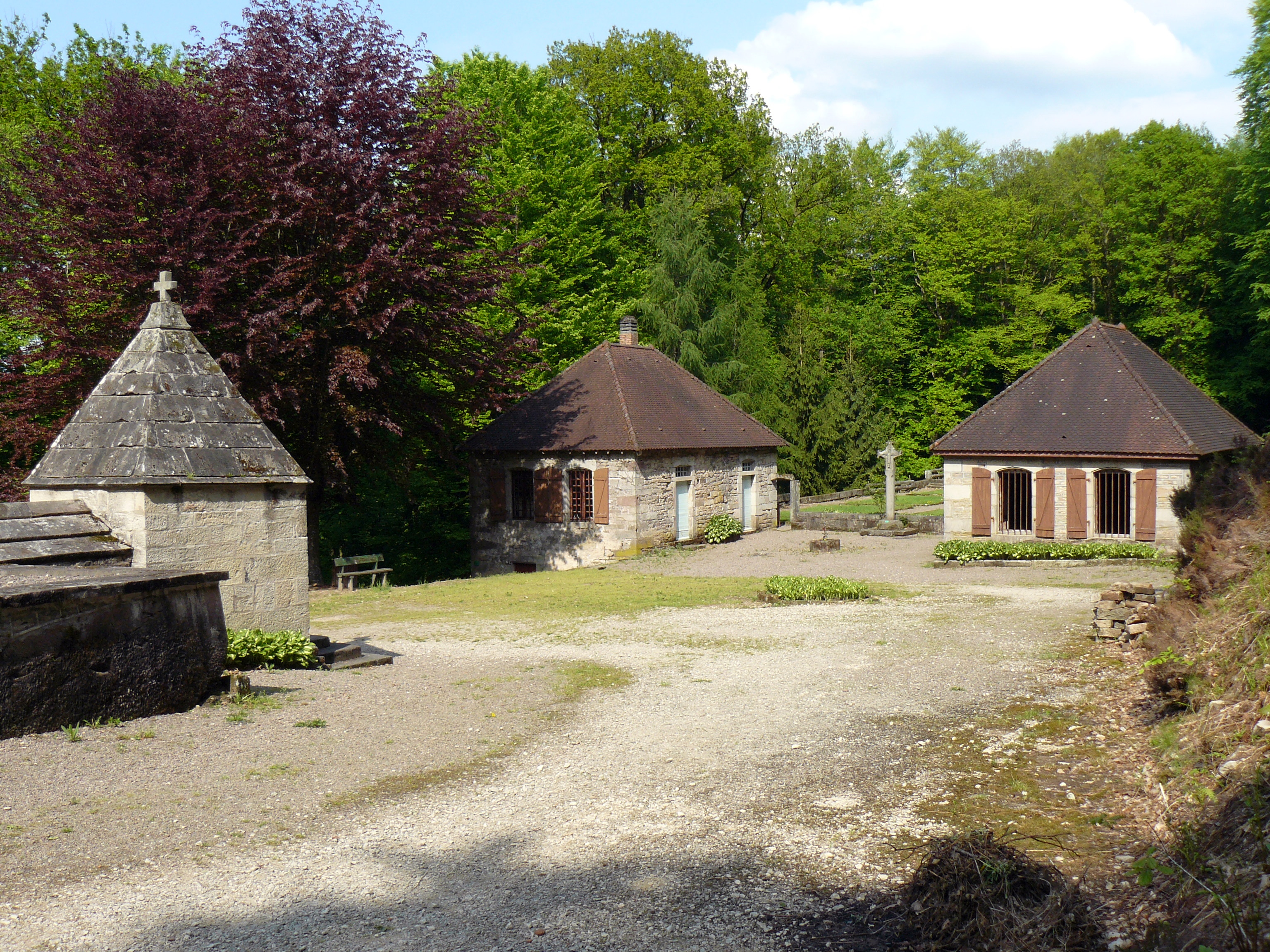
Il sito (L'ingresso della grotta è a sinistra)
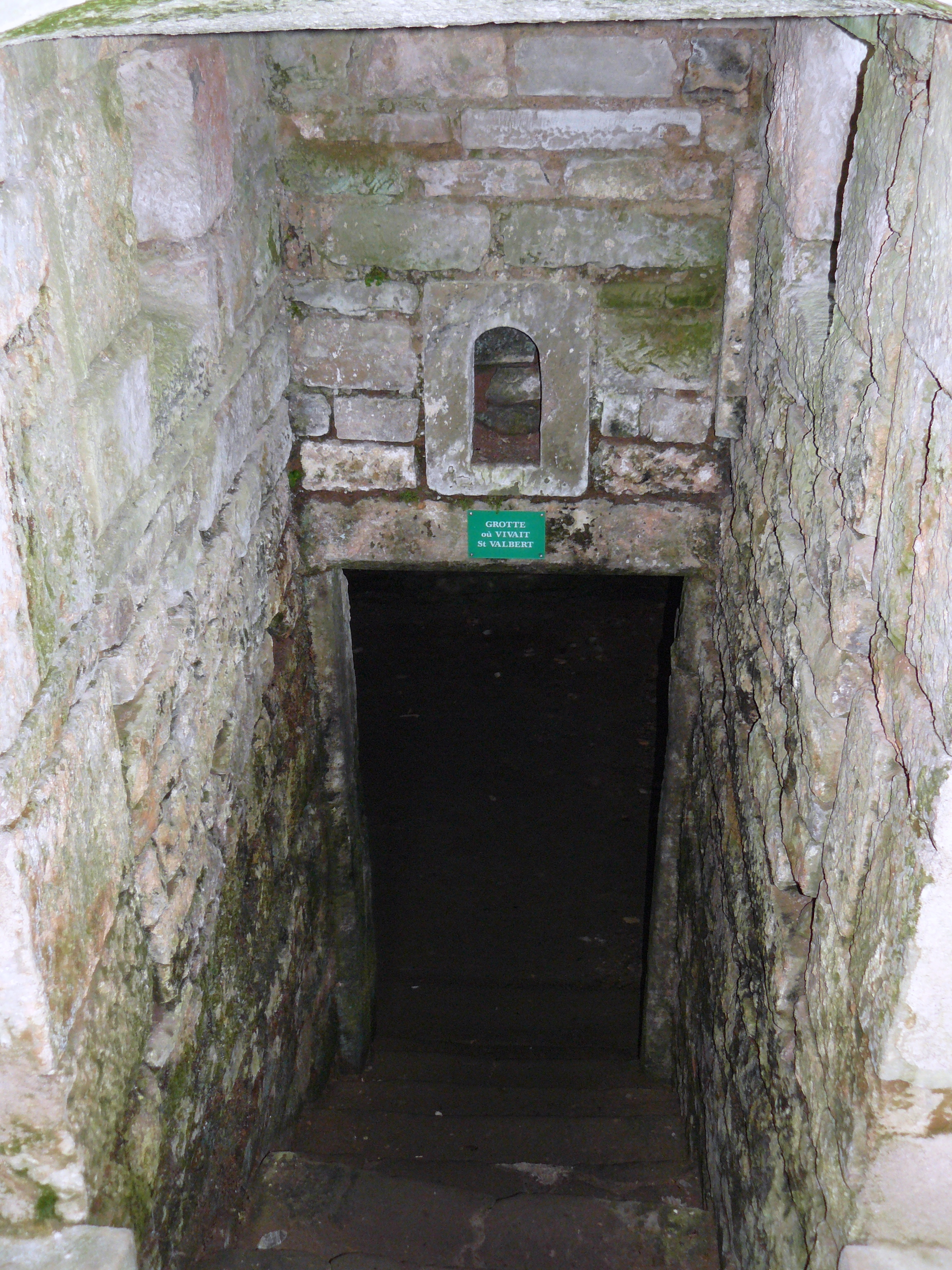
ingresso della grotta di San Valdeberto
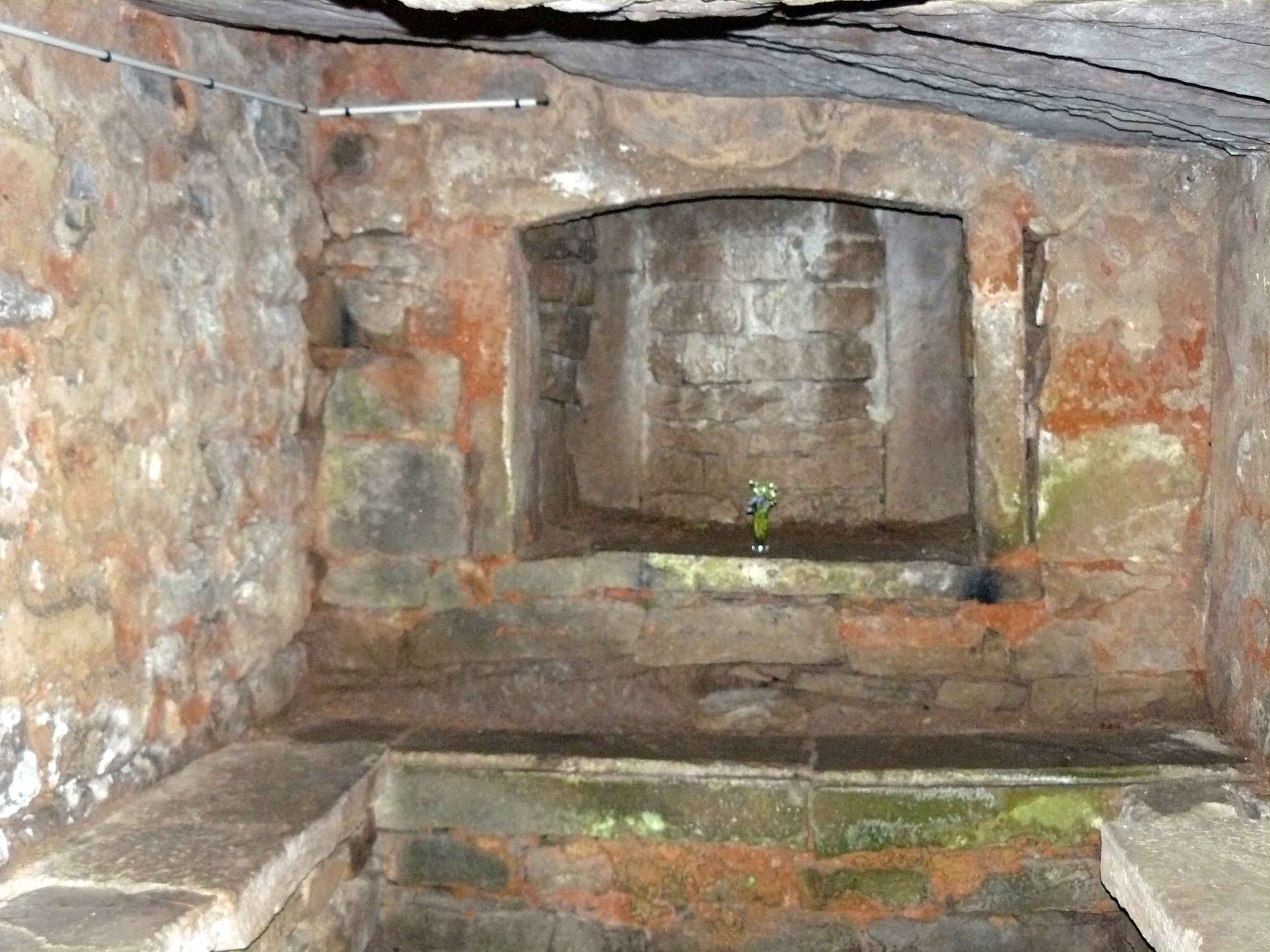
Interno della grotta di San Valdeberto